# 7779 Сьюзанрін
7779 Сьюзанрін (7779 Susanring) — астероїд головного поясу, відкритий 19 травня 1993 року.
Тіссеранів параметр щодо Юпітера — 3,395.